# Ловінобаня
Ловінобаня (словац. Lovinobaňa) — село, громада округу Лученець, Банськобистрицький край, центральна Словаччина, регіон Новоград. Кадастрова площа громади — 21,13 км².
Населення 2 059 осіб (станом на 31 грудня 2017 року).

## Історія
Ловінобаня згадується в 1336 році.

## Населення
| Рік:            | 1994. | 2004.   | 2014.   | 2024.   |
| --------------- | ----- | ------- | ------- | ------- |
| Кількість осіб: | 2038  | 2101    | 2104    | 1900    |
| Різниця:        |       | +3,09 % | +0,14 % | -9,69 % |

| Рік:            | 2023. | 2024.   |
| --------------- | ----- | ------- |
| Кількість осіб: | 1907  | 1900    |
| Різниця:        |       | -0,36 % |